# Röjtökmuzsaj
Röjtökmuzsaj is een plaats (község) en gemeente in het Hongaarse comitaat Győr-Moson-Sopron. Röjtökmuzsaj telt 437 inwoners (2015).

## Afbeeldingen

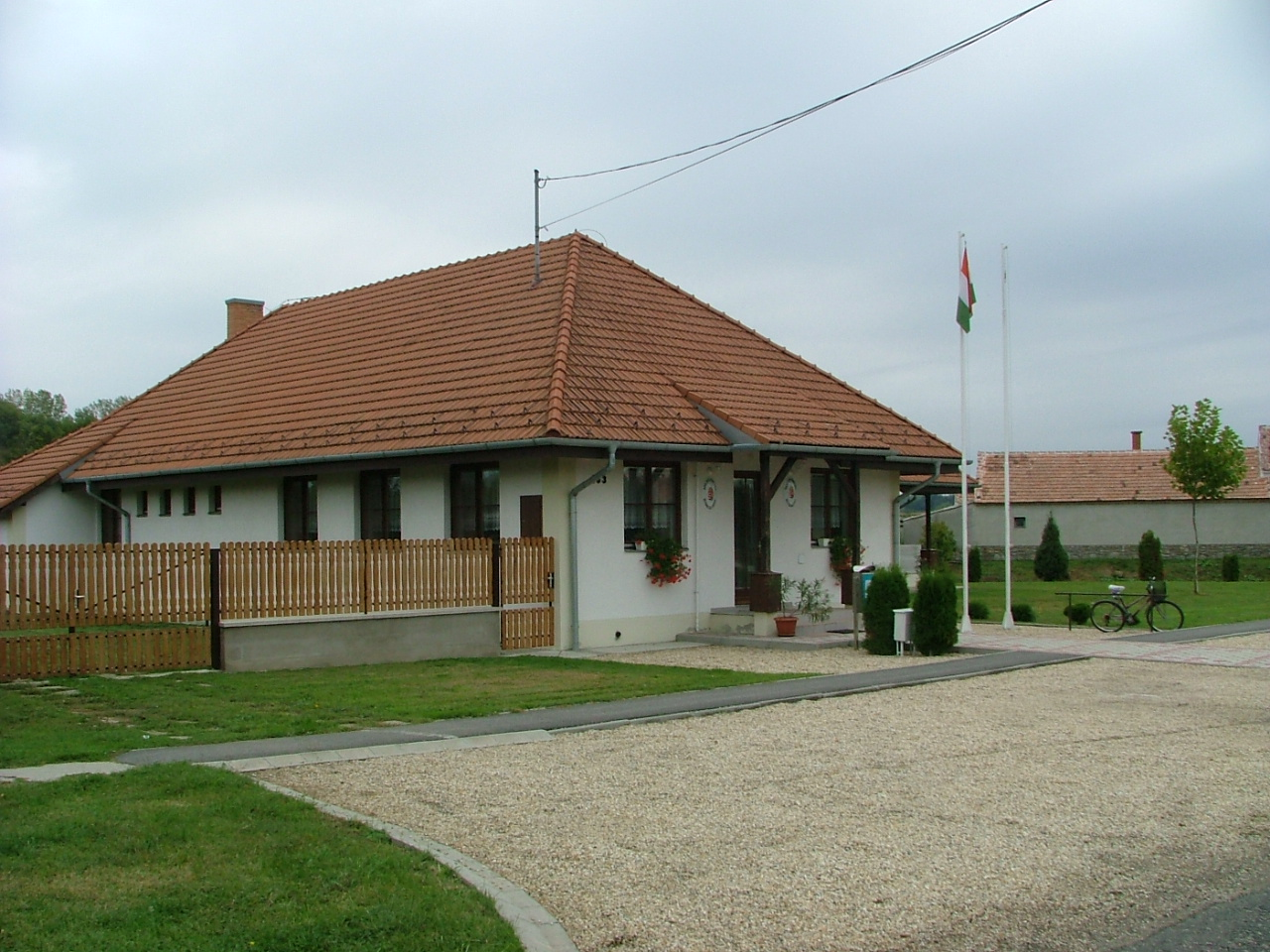
Dorpshuis
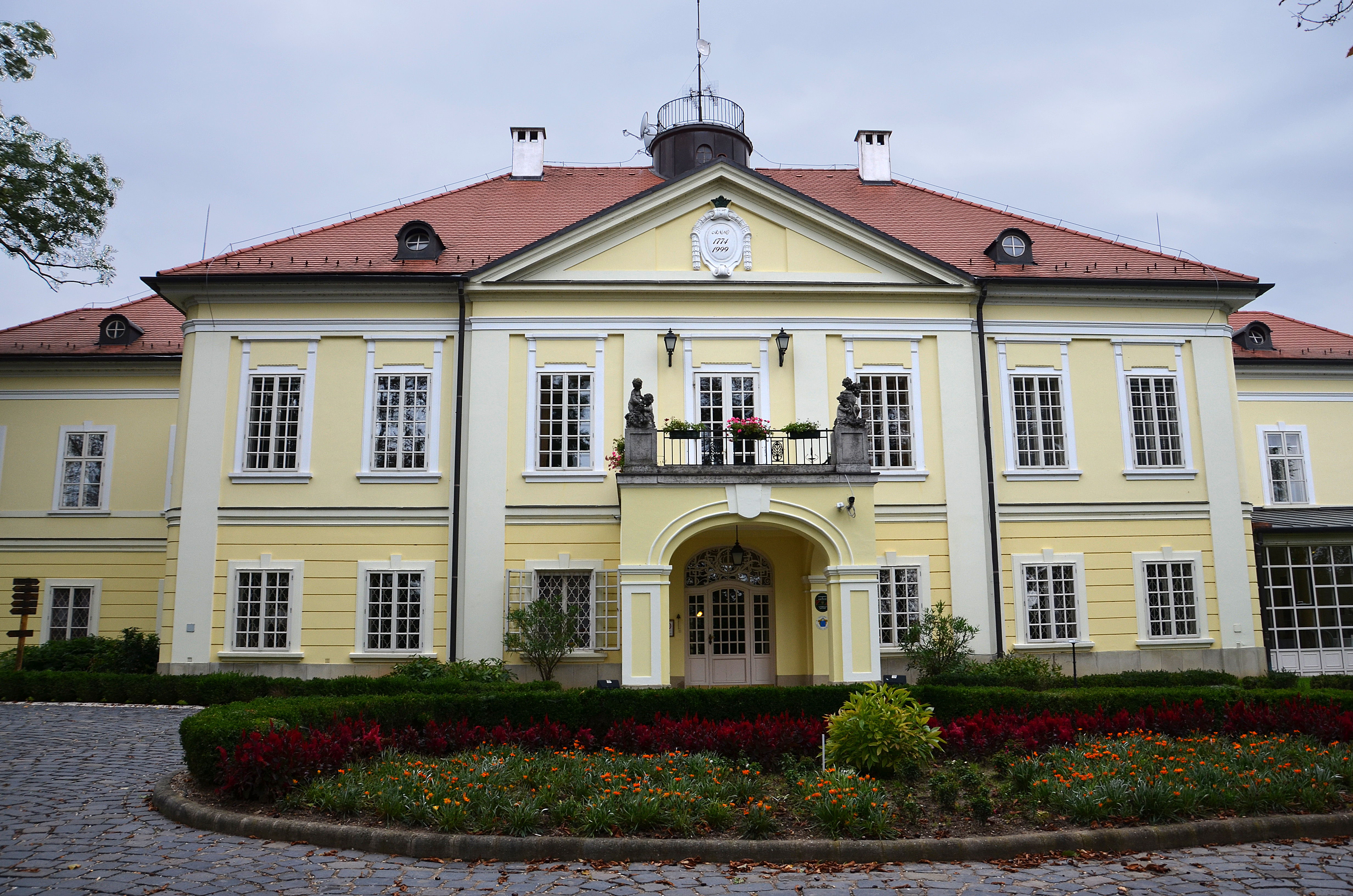
Kasteelhotel
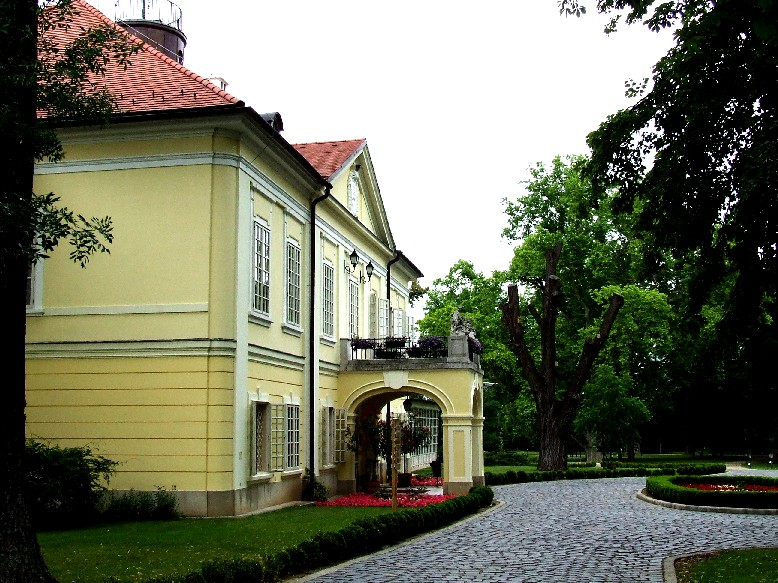
Kasteelhotel